# Detroit: Become Human
Detroit: Become Human é um jogo eletrônico produzido pela Quantic Dream e publicado pela Sony Interactive Entertainment para o PlayStation 4 e Microsoft Windows PC. A história gira em torno de Kara, Markus e Connor, três androides concebidos pela empresa fictícia CyberLife que, consoante as decisões que o tomar, mudarão o rumo da cidade de Detroit e, consequentemente, dos Estados Unidos da América. Além disso, será testemunhado o surgimento de uma nova raça: Os Divergentes (androides que manifestam emoções humanas).
Detroit: Become Human é baseado na demonstração tecnológica de 2012 da Quantic Dream Kara, que também estrelou Curry. Para pesquisar o cenário, os desenvolvedores visitaram Detroit, Michigan. O roteiro levou mais de dois anos para ser concluído pelo escritor e diretor David Cage. Eles construíram um novo mecanismo para complementar o jogo e escalar centenas de atores antes de iniciar o processo de filmagem e animação. Philip Sheppard, Nima Fakhrara e John Paesano serviram como compositores para Kara, Connor e Markus, respectivamente. Foi lançado para o PlayStation 4 em maio de 2018 e o Microsoft Windows em dezembro de 2019.
Detroit: Become Human recebeu críticas geralmente favoráveis dos críticos, que elogiaram o cenário, os visuais, os momentos menores da história, os personagens principais, seus dubladores, as escolhas de impacto que tiveram na narrativa e o recurso do fluxograma, mas criticaram os controles de movimento, manuseio incorreto de alegorias históricas e temáticas e aspectos do enredo e personagens. O jogo é o lançamento de maior sucesso da Quantic Dream, com vendas superiores a 3 milhões.

## Prólogo
Kara (Valorie Curry), é uma androide do modelo AX400 concebida exclusivamente para atividades domésticas. Ao regressar para casa de Todd Williams, o seu dono, após ter sido reparada, ela conhece novamente Alice, a única filha de Todd. Quando percebe que este tem um temperamento instável e agressivo, Kara foge com Alice para começarem uma nova vida juntas.
Markus (Jesse Williams), é um androide do modelo RK200 concebido para cuidar de Carl Manfred, um renomado pintor confinado a uma cadeira de rodas. Com o passar do tempo, Carl acaba por estabelecer uma ligação com Markus de pai e filho que o seu filho biológico Leo desaprova. Após um conflito com Leo, Markus acaba numa lixeira de onde renascerá determinado a conduzir um grupo de divergentes a lutar pela liberdade dos androides.
Connor (Bryan Dechart), é o modelo de androide mais recente, um RK800, cuja função é oferecer assistência a investigadores. No entanto, com a proliferação dos divergentes, a CyberLife oferece o seu protótipo à polícia de Detroit e Connor torna-se parceiro do Tenente Hank Anderson. O androide deverá, assim, conquistar a confiança de Hank na arriscada investigação sobre o fenómeno que poderá estar na origem da divergência, vendo-se confrontado com a decisão entre trair a sua espécie ou quem o criou.

## Produção
No final de 2015, David Cage, fundador da Quantic Dream, revelou que se encontrava a pré-produzir um título exclusivo para a PlayStation 4, com base naquilo que já tinha sido feito em títulos anteriores, como Heavy Rain e Beyond: Two Souls, "mas de uma maneira muito, muito diferente". O jogo, anunciado em outubro de 2015 na conferencia de imprensa da Sony durante o Paris Games Week com o título Detroit: Become Human foi inspirado numa demonstração tecnológica apresentada na PlayStation 3, a curta-metragem Kara.1 Apesar de originalmente não ter sido essa a ideia, Cage quis fazer da demonstração um jogo integral porque sentiu curiosidade acerca daquilo que se iria passar depois dos acontecimentos da curta. A equipa de produção escolheu então Detroit como pano de fundo para o jogo, viajando até à cidade em busca de inspiração.
O jogo envolve atores como Jesse Willians, Valorie Curry, Bryan Dechart e Audrey Boustani. Na versão portuguesa (de Portugal), os atores José Mata, Victoria Guerra e Diogo Morgado dobraram as vozes dos protagonistas Connor, Kara e Markus, respetivamente.

## Recepção

### Recepção
Detroit: Become Human recebeu "críticas geralmente favoráveis" dos críticos, de acordo com o agregador de notas Metacritic
A IGN foi positiva em sua revisão dizendo que "Seu trio central, bem escrito e atuado, foi vital o suficiente para mim, e me senti sentindo uma verdadeira angústia quando estavam em perigo e uma sensação de vitória quando eles triunfaram", Mas disse que a história poderia ser um pouco mais "suave". A GameSpot diz que "Vale a pena jogar, entretanto afirma que "Ainda há espaço para crescer".
O Voxel deu 91/100 (excelente) e disse que "Detroit: Become Human é um salto enorme ao que Heavy Rain foi e traz as decisões e trama coesa que Beyond carecia. Uma obra magnífica da Quantic Dream", mas ainda criticou que a "Jogabilidade do jogo ainda segue fórmula Quantic Dream e não inova (e os controles de movimento ainda são penosos)". A IGN Brasil deu 8,6 e disse "Detroit: Become Human transmite de forma fascinante o questionamento do que significa estar vivo e, embora tenha alguns problemas técnicos, compensa com uma narrativa bem elaborada e personagens cativantes".

### Vendas
Detroit: Become Human ultrapassou 1 milhão de cópias em duas semanas. Até julho de 2021, 6 milhões de unidades foram vendidas

## Prêmios e indicações
No The Game Awards de 2018 foi indicado em duas categorias:
- Melhor Narrativa - perdeu para Red Dead Redemption 2
- Melhor Direção - perdeu para God of War

Mas no SXSW Gaming Awards 2019 foi indicado em quatro categorias:
- Excelência em Animação - Perdeu para Marvel's Spider-Man
- Excelência em Conquista Tecnológica - Perdeu para Red Dead Redemption 2
- Excelência em Narrativa - ganhou
- Excelência em Conquista Visual - Perdeu para God of War